# Cabir

## Histórico
Cabir (também conhecido como EPOC.cabir e Symbian/Cabir) é um vírus de computador desenvolvido em junho de 2004. Ele foi projetado para infectar telefones celulares que adotam o Sistema Operacional Symbian. Acredita-se que ele seja o primeiro vírus a infectar telefones celulares. Quando um telefone é infectado pelo Cabir, a mensagem "Caribe" é mostrada na tela do telefone, e continua a ser mostrada a cada vez que o telefone é ligado. O vírus então tenta infectar outros telefones por meio da tecnologia de transmissão de dados sem-fios Bluetooth.
Sua versão inicial foi primeiramente enviada para empresas de antivírus como prova de que os telefones celulares não estão livres dos vírus, como os computadores. Acredita-se que ele foi desenvolvido por um grupo de hackers chamado 29A, como uma "'prova de conceito".

## Dados
- Nome Virtual: Cabir A.
- Tipo: Worm.
- Sistema Operacional que ataca: Symbian.
- Como ataca: Conecta-se a outros celulares por Bluetooth e consegue fazer cópias de si mesmo.
- Danos: Esgota a bateria do celular e procura constantemente de outros celulares com o Bluetooth ativado.

Fonte: Uol
1. ↑  «Primeiro malware para smartphone faz 10 anos». www.kaspersky.com.br. 16 de junho de 2014. Consultado em 16 de junho de 2025